# Pan South African Language Board
Das Pan South African Language Board (Afrikaans: Pan-Suid-Afrikaanse Taalraad, abgekürzt: PanSALB) ist eine südafrikanische Behörde des nationalen Kunst- und Kulturministeriums mit Sitz in Pretoria, der Hauptstadt Südafrikas. Ihr Zweck ist es, Mehrsprachigkeit zu etablieren und zu fördern, die elf Amtssprachen Südafrikas (sowie die Sprachen Khoe, San und die südafrikanische Gebärdensprache) zu entwickeln und die Sprachrechte zu beschützen. So legte das Pan South African Language Board zum Beispiel die Schriftform des isiZulu verbindlich fest.
Aktueller (Stand 2/2020)  Generaldirektor ist Tebogo David Maahlamela.

## Rechtliche Grundlage
Das PanSALB wurde durch das Gesetz Nr. 59 des südafrikanischen Parlaments aus dem Jahre 1995 eingerichtet (Act No. 59 / 1995, auch PanSALB Act).  Eine gesetzliche Novellierung erfolgte 1999. U. a. werden dadurch der besondere Sprachstatus liturgischer Sprachen sowie Minderheitensprachen von Zuwanderern definiert. Explizit benennt das Gesetz folgende zu respektierende Sprachen von Gemeinschaften (PanSALB Act 8.2.b):
Deutsch, Griechisch, Gujarati, Hindi, Portugiesisch, Tamil, Telugu, Urdu.

## Restrukturierung
Es gab 2015 massive Kritik an der Personalpolitik dieser Institution, in deren Verlauf der bisherige Generaldirektor Mxolisi Zwane abberufen wurde. Nachfolger als Generaldirektor der Einrichtung wurde zum 1. Juli 2015 Rakwena Reginald Mpho Monareng.
Die Behörde wurde im Januar 2016 durch den Kunst- und Kulturminister Nathi Mthethwa formal aufgelöst und zur Neuausrichtung der Kontrolle des National Heritage Council (NHC) unterstellt.